# رضيع بريدجت دجونس
رضيع بريدجت دجونس هو فيلم من نوع كوميديا وميلودراما وكوميديا رومانسية أُصدر في 5 سبتمبر 2016. الفيلم من إنتاج ستوديو كنال ووركينج تايتل فيلمز ‏ وميرماكس ويونيفرسال بيكشرز، ومن توزيع يونيفرسال بيكشرز، وهو من إخراج شارون ماغيري، أما السيناريو فكان من كتابة هيلين فيلدنغ ودان ميزر وإيما تومسون.
تقع الأحداث في لندن عندما تذهب بريدجت إلى أحد الحفلات رفقة صديقتها فتقوم بمعاشرة شخص مجهول بعدها بايام تذهب إلى أحد الكنائس فيتم تنصيبها هيا ومارك المحامي ابوين روحيين الحد الطفال لتعود علاقتهما من جديد.
بعد اسابيع تكتشف أنها حامل فتسعى لاكتشاف من هو الاب الحقيقي للطفل .

## طاقم التمثيل
- رينيه زيلويغر
- كولين فيرث
- إيما تومسون
- جيم برودبنت
- Cedric Tylleman  [لغات أخرى]‏
- باتريك ديمبسي
- شيرلي هندرسون
- جيما جونز
- جوانا سكانلان
- جيمس كاليس
- سيليا إمري

## الإنتاج
موسيقى الفيلم التصويرية كانت من تأليف كريغ آرمسترونغ.

## الاستقبال

### الميزانية والإيرادات
بلغت ميزانيّة الفيلم 35,000,000 دولار أمريكي، بينما بلغت إيراداته 212,000,000 دولار أمريكي.

## وصلات خارجية
- رضيع بريدجت دجونس على موقع IMDb (الإنجليزية)
- رضيع بريدجت دجونس على موقع ميتاكريتيك (الإنجليزية)
- رضيع بريدجت دجونس على موقع روتن توميتوز (الإنجليزية)
- رضيع بريدجت دجونس على موقع نتفليكس (الإنجليزية)
- رضيع بريدجت دجونس على موقع قاعدة بيانات الأفلام العربية
- رضيع بريدجت دجونس على موقع ألو سيني (الفرنسية)
- رضيع بريدجت دجونس على موقع Turner Classic Movies (الإنجليزية)
- رضيع بريدجت دجونس على موقع أول موفي (الإنجليزية)
- رضيع بريدجت دجونس على موقع بوكس أوفيس موجو (الإنجليزية)
- رضيع بريدجت دجونس على موقع فيلمافينيتي (الإسبانية)